# Липнева революція в Єгипті (1952)

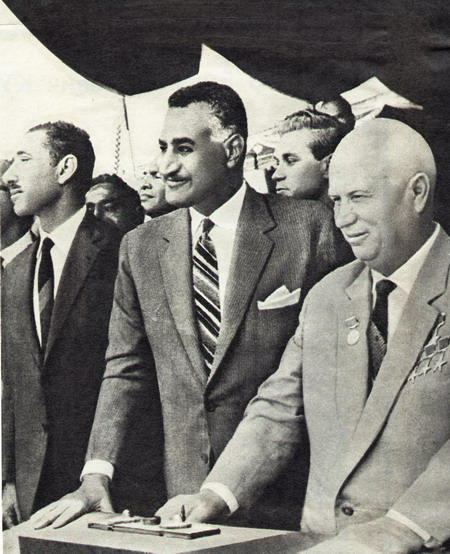
Керівник Липневої революції Гамаль Абдель Насер разом із Микитою Хрущовим

Липнева революція — військовий заколот, що відбувся в Єгипті 23 липня 1952 року, в результаті якого було усунено монархію й проголошено республіку. Заколот було здійснено членами руху «Вільних офіцерів» на чолі з Гамалем Абделем Насером.
Серед причин, що призвели до революції:
- крайнє зубожіння населення;
- відверта пробританська орієнтація єгипетського королівського уряду;
- висока корумпованість армії, поліції та інших силових відомств;
- поразка у війні проти Ізраїлю в 1948—1949 роках.

Заколоту передувала серія масових антибританських маніфестацій у Каїрі в січні та лютому 1952 року, що скінчилася різаниною єгипетських поліцейських та мирних громадян. Після цих подій армія остаточно перейшла під контроль опозиції. Тричі король призначав нових прем'єр-міністрів у надії повернути країну під свій контроль, але його намагання виходили намарне. Спершу планувалось здійснити заколот 5 серпня, однак склад групи заколотників було викрито лояльною до уряду Службою безпеки. Побоюючись арешту, Насер вирішив зсунути короля 23 липня.
Проти ночі 23 липня до Каїра увійшли війська, що заблокували всі адміністративні установи. О 7:30 ранку по радіо було оголошено комюніке Мохаммеда Нагіба, у якому сповіщалось про те, що «продажний» уряд скинуто. Комюніке зачитував особисто Анвар Садат. Король Фарук ще сподівався на військову допомогу США, однак незабаром (26 липня) його схопили та вислали з країни.
У результаті Липневої революції в Єгипті було проголошено республіку. Свою роботу розпочала Рада революційного керівництва, Головою якої, а також Президентом Єгипту, став Мохаммед Нагіб, а вже наприкінці 1954 року — сам Насер.
Спочатку новий уряд зберігав обмежені взаємини з країнами Заходу, однак націоналізація Єгиптом Суецького каналу призвела до військового конфлікту з Францією та Великою Британією, а також Ізраїлем (Суецька криза). Це викликало різку критику як з боку Москви, так і з Вашингтону. Проте, позиція США пояснювалась здебільшого нетерпимістю до самовільних дій спільників з НАТО у питаннях зовнішньої політики, тоді як радянське керівництво вбачало у Єгипті потужного союзника й намагалось всіма способами підтримати Насера. Микита Хрущов навіть пригрозив завдаванням ядерних ударів по Парижу й Лондону. Врешті-решт уряд Насера остаточно заручився підтримкою, причому не лише політичною, з боку СРСР.

## Вшанування пам'яті
Річниця революції відзначається в День революції, щорічне державне свято в Єгипті, 23 липня.